# Röderscher Sattelhof

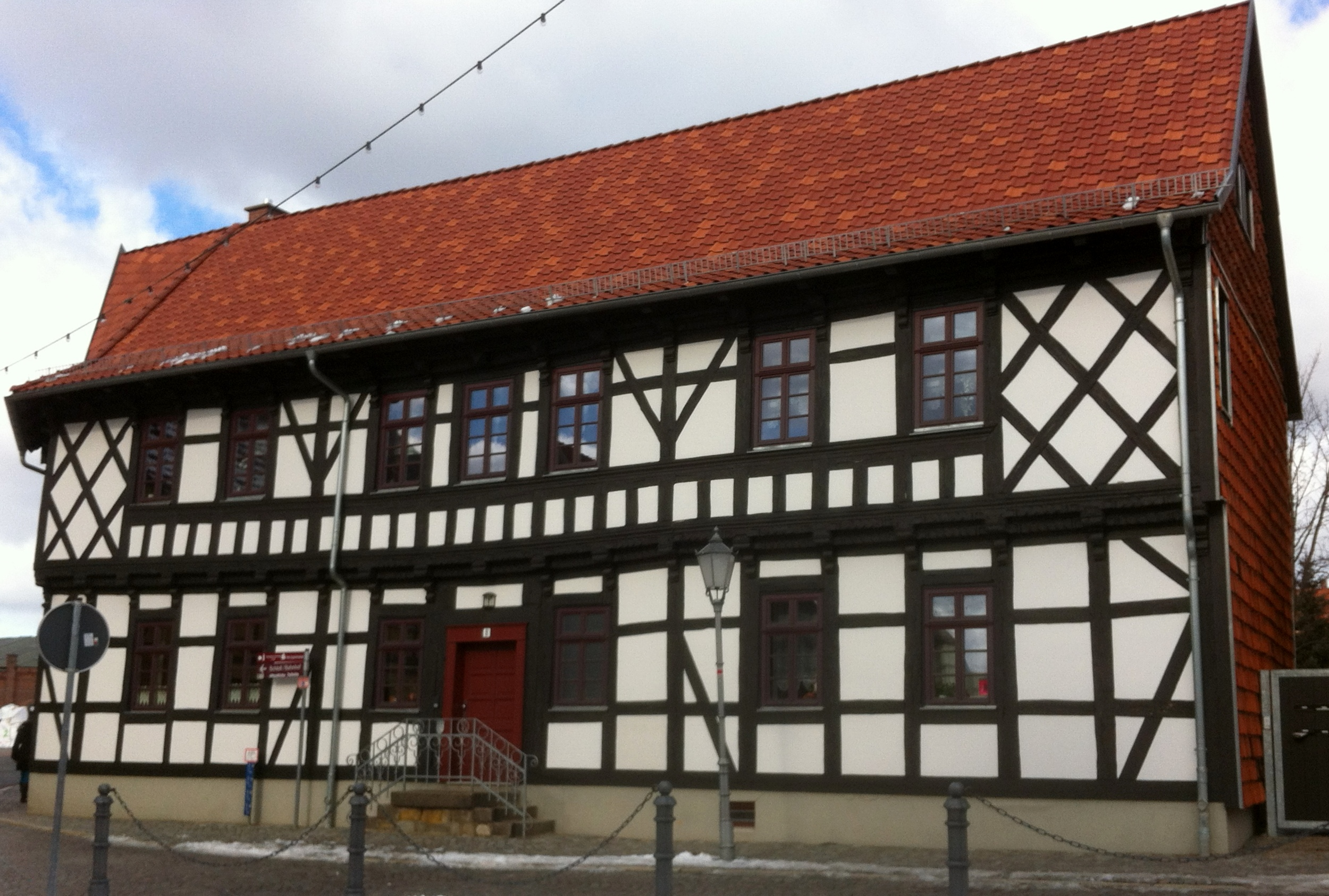
Röderscher Sattelhof

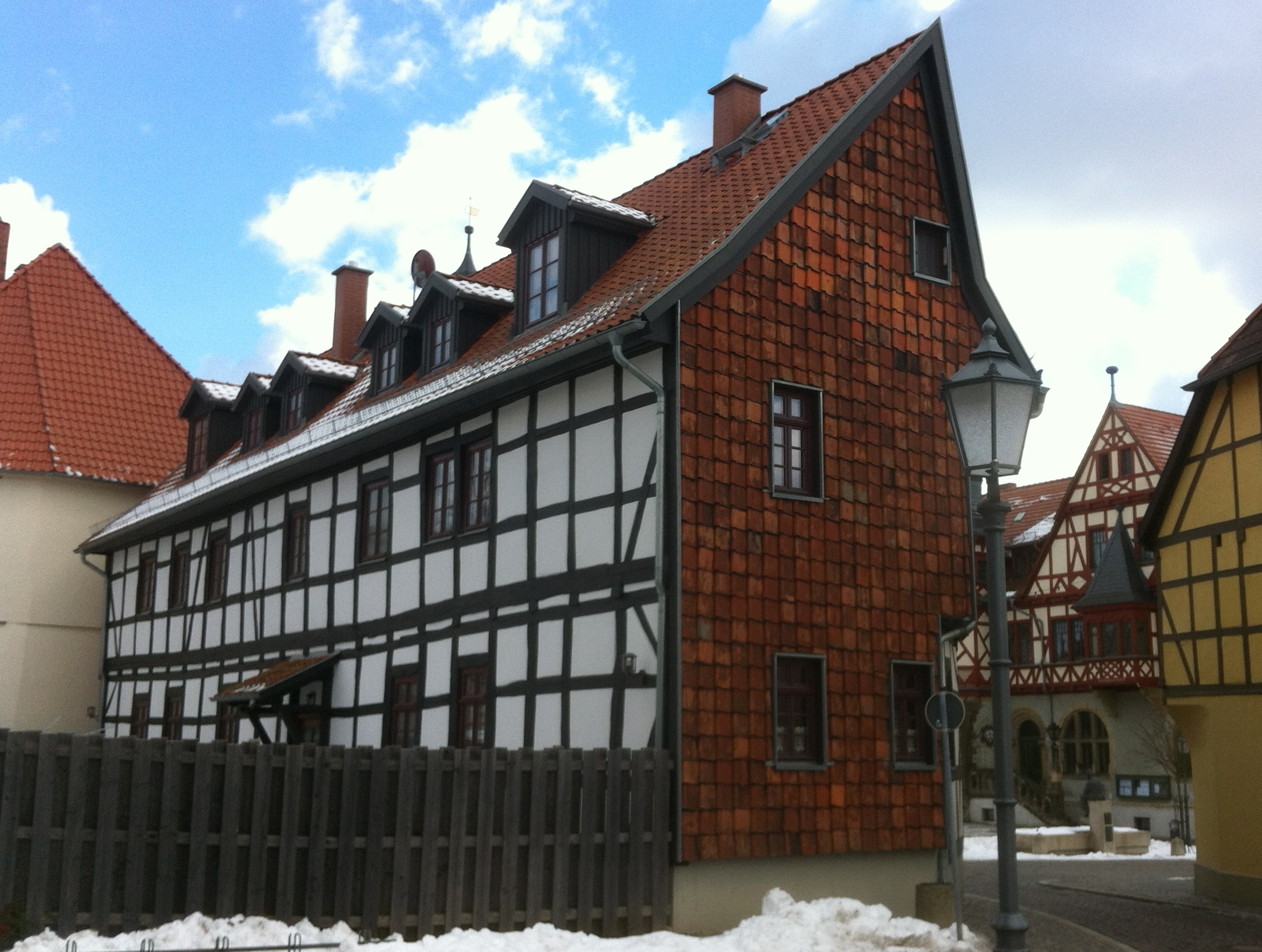
Rückseite

Der Rödersche Sattelhof ist ein denkmalgeschütztes Hof-Gebäude in der Stadt Harzgerode in Sachsen-Anhalt im Harz.

## Lage
Es befindet sich an der Adresse Marktplatz 8 an der Nordwestecke des Marktplatzes der Stadt. Im örtlichen Denkmalverzeichnis ist es als Freihof eingetragen.

## Architektur und Geschichte
Der Hof wurde bereits im Jahr 1491 erwähnt, als er durch das Kloster Nienburg an die Familie von Röder als Lehen gegeben wurde. Es war eines von zuletzt 13 landtagsfähigen Rittergütern in Anhalt-Bernburg und bot seinen Besitzern damit bis 1872 Stimmrecht in der Kurie der Rittergüter bei der Wahl zum Landtag des Herzogtums Anhalt. Das Wohnhaus ist ein zweigeschossiger Fachwerkbau, dessen Fassade mit verschiedenen Zierelementen versehen ist. So finden sich für das 16. Jahrhundert typische Formen wie Knaggen, Taustäbe und profilierte Brüstungsbohle. Darüber hinaus bestehen jedoch mit dem Halben Mann, Rautenmustern und der Thüringischen Leiterbrüstung auch Formen des 17. Jahrhunderts. Zur marktseitigen Eingangstür führt eine zweiläufige Treppe. Am an der Treppe befindlichen, geschmiedeten Gitter befinden sich Initialen und Wappen.